# Maki Gotō
Maki Gotō (jap. 後藤真希 Gotō Maki; ur. 23 września 1985 w tokijskiej dzielnicy Edogawa) – japońska piosenkarka muzyki pop. Była członkini Hello! Project oraz Morning Musume. Występowała w wielu grupach Hello! Project, m.in.: Petitmoni, Akagumi 4, 7-nin Matsuri, Sexy 8, Gomattou oraz Nochiura Natsumi.

## Albumy
- Makking GOLD① (jap. マッキングGOLD①) (05.02.2003)
- "Ken & Mary no Merikenko On Stage!" Original Cast Edition (jap. ｢けん＆メリーのメリケン粉オンステージ！｣オリジナルキャスト盤) (05.03.2003)
- ②Paint It Gold (jap. ②ペイント イット ゴールド) (28.01.2004)
- 2004 Hawaii Limited Edition Single Best (United States of America) (jap. 2004年度ハワイ限定盤 シングル・ベスト) (10.03.2004)
- 3rd Station (jap. 3rd ステーション) (23.02.2005)
- Gotō Maki Premium Best ① (jap. 後藤真希 プレミアムベスト①) (14.12.2005)
- How to use SEXY 19.09.2007
- COMPLETE BEST ALBUM 2001–2007 ~Singles & Rare Tracks~ (22.09.2010)
- Ai kotoba (VOICE) (jap. 愛言葉 (VOICE)) (02.11.2011)